# Breitenbach (Schwarza)
Der Breitenbach ist ein 7,7 Kilometer langer linker Zufluss der Schwarza im Thüringer Schiefergebirge.

## Geographie
Die Quelle des Breitenbach befindet sich 640 m ü. NHN westlich von Großbreitenbach. Er mündet in Schwarzmühle im Landkreis Saalfeld-Rudolstadt in die Schwarza.

## Besonderheiten

### Grenzfluss
Der Breitenbach bildete in der Vergangenheit auf fast seiner gesamten Länge die Grenze zwischen den Fürstentümern Schwarzburg-Rudolstadt und Schwarzburg-Sondershausen. Heute trennt er in einem großen Abschnitt die Gemarkungen der Gemeinden Böhlen und Großbreitenbach.